# Port lotniczy Birni N’Konni
Port lotniczy Birni N’Konni – port lotniczy położony w Birni N’Konni w Nigrze.